# دیدیه ریندرز
دیدیه ریندرز (انگلیسی: Didier Reynders؛ زادهٔ ۶ اوت ۱۹۵۸) یک سیاست‌مدار اهل بلژیک است.
وی همچنین برنده جوایزی همچون لژیون دونور (فرمانده) شده است.